# Stenodyneriellus multipictus
Stenodyneriellus multipictus är en stekelart som först beskrevs av Smith 1857.  Stenodyneriellus multipictus ingår i släktet Stenodyneriellus och familjen Eumenidae. Inga underarter finns listade i Catalogue of Life.